# Mata Hari (film 1927)
Mata Hari (o Mata Hari, die rote Tänzerin) è un film muto del 1927 diretto da Friedrich Fehér.

## Produzione
Il film fu prodotto dalla National-Film AG (Berlin) e venne girato negli Atelier Staaken di Berlino.

## Distribuzione
Distribuito dalla National-Film, uscì nelle sale cinematografiche tedesche presentato a Berlino il 2 maggio 1927. In Italia, il film venne approvato con riserva, con la condizione di eliminare dal titolo il nome di Mata Hari (ribattezzando così il film come L'ultima danza) e riducendo il più possibile la scena della fucilazione. Nell'ottobre 1927, ne fu vietata la visione ai minori di 16 anni; il divieto venne revocato nel novembre successivo ma il nulla osta (numero 23794) venne revocato nel febbraio 1928.